# خانه در آتش (فیلم)
خانه در آتش (انگلیسی: House on Fire) یک فیلم به کارگردانی کینجی فوکاساکو است که در سال ۱۹۸۶ منتشر شد.

## بازیگران
- کن اوگاتا
- آیومی ایشیدا
- میکو هارادا
- کیکو ماتسوزاکا
- هیساشی ایگاوا
- رنجی ایشیباشی
- هیرویوکی سانادا